# Nao Deguchi
Nao Deguchi (jap. 出口 なお Deguchi Nao; ur. 1836  – zm. 1918) – założycielka sekty ōmoto.
Deguchi była córką cieśli ze wsi Fukuchiyama koło Kioto. W 1855 wyszła za mąż Shōgorō Deguchiego. Urodziła 11 dzieci. Była członkinią sekty konkōkyō. Od 1892 wpadała w stany ekstatyczne. Spisywała przeżywane objawienia i kontakty z bóstwem. Jej relacje opracował i uzupełnił zięć, Onisaburō Deguchi (on sam również doznawał objawień).